# 加藤重次
加藤 重次（かとう しげつぐ）は、戦国時代から江戸時代初期の武将。近江国甲賀に住む渋谷氏の出自で、加藤清正・忠広の家老。加藤十六将の一人。食禄6,500石、後に16,722石に加増。

## 生涯
初め近江の六角氏に従うが六角氏滅亡後、富山城主佐々成政の重臣として仕え、成政が隈本城主として肥後国に入封すると、実弟井上吉弘と共に肥後に入る。佐々成政が肥後国人一揆への不手際により切腹させられると、加藤清正に仕えた。
清正からの信任厚く、豊臣秀吉の下命もあって清正から加藤の名字を賜り、佐敷城の城代を任された。また清正に従い天草一揆を鎮圧している。
朝鮮の役でも主君・清正に付随。ここでも武勲を挙げ、武勇に優れたところを示している。文禄の役では清正軍の一員として京城に入り、海汀倉の戦いでの朝鮮軍に大勝に寄与。咸鏡道を占領すると、端川城城代に任じられた。
慶長の役では講和破談後の主君・清正は、加藤重次、飯田直景、森本一久、井上吉弘（梅北一揆を鎮圧後に渡海し合流）等側近500名で未完成の蔚山城に入城。乏しい食料の中、明軍の大軍を撃破した（蔚山城の戦い）。
清正の死後は、子である忠広を支える大老5人の一人となった。後に隠居して子の重季（重季後、正系は断絶）に佐敷城代を譲る。佐敷に前主・清正の福報祈願の為実照寺を再興し、また移墓を建立する。他に重次、弥一郎（実父母ハ渋谷氏）の実母は佐敷に来迎寺を再興する。後に重季の従弟（加藤清正の叔父喜左衛門清重の孫）與七郎（母は加藤越後守正直（万兵衛）の娘）を二代藩主加藤忠広の命で養嗣子に貰い受ける。子孫は明治以降も続いた。